# Le Petit Roi Macius
Cet article concerne la série d'animation. Pour le film, voir Le Petit Roi Macius, le film.
Le Petit Roi Macius est une série télévisée d'animation franco-germano-polonaise en 52 épisodes de 13 minutes, diffusée en Allemagne à partir du 18 novembre 2002 sur KI.KA et en France à partir du 28 juin 2004 sur France 5 dans l'émission Midi les Zouzous, puis rediffusée sur Playhouse Disney.
Au Québec, elle a été diffusée à partir du 18 septembre 2005 à Télé-Québec.

## Synopsis
La série met en scène les aventures du petit roi Macius, qui hérite après le décès de son père du trône d’un pays.

## Fiche technique
- Titre original : Macius
- Titre français : Le Petit Roi Macius
- Réalisation : Jesse Sandor, Lutz Stützner
- Scénario : d'après le roman de Janusz Korczak, Le Roi Mathias Ier (1923)
- Musique : François Elie Roulin
- Sociétés de production : Ellipsanime, KI.KA/Der Kinderkanal ARD/ZDF, Hessischer Rundfunk, Saxonia Media, Studio 88, Orange Studio Reklamy, D'Ocon Films, Araneo Belgium, Polish Film Institute
- Pays :  France /  Allemagne /  Pologne
- Chaîne : KI.KA, France 5
- Nombre d'épisodes : 52 (2 saisons)
- Durée : 13 min.
- Dates de première diffusion :
  - Allemagne : 18 novembre 2002
  - France : 28 juin 2004

## Voix francophones

### Voix françaises (Saison 1)
- Sophie Arthuys : le roi Macius
- Barbara Delsol : Félix
- Véronique Alycia
- Régine Teyssot
- Marie Chevalot : Hanna, Stéphanie
- Bernard Métraux
- Pierre Baton
- Jean-Claude Sachot
- Philippe Peythieu

 Source et légende : version française (VF) sur RS Doublage
- Version française

- - Studio de doublage : Nice Fellow
  - Direction artistique : Philippe Peythieu
  - Adaptation : Lara Saarbach

### Voix belges (Saison 2)
- Maia Baran : le roi Macius
- Delphine Moriau
- Stéphane Flamand : Anton
- Mélanie Dermont : Hanna
- Michel de Warzée
- Peppino Capotondi
- Thierry Janssen
- Tony Beck

## Épisodes

### Saison 1 (2002)
1. Les Nouveaux Amis
2. Le Grand Jour
3. L’Île de la discorde
4. Moi jaloux !
5. Quel cirque !
6. Le Baptême de l'air
7. La Rizière de la colère
8. Courrier royal
9. Pas de bisous !
10. Un gâteau spécial
11. Scandale dans la presse
12. La Parade d'anniversaire
13. Une fusée royale
14. Macius de la cèpe
15. Un parc pour les animaux
16. En route pour Togopogo
17. Togopogo
18. Le Trésor de Togopogo
19. Adieu Togopogo
20. Voisins royaux
21. Fidèles et Voleurs
22. La Nouvelle Loi
23. Le Parlement des enfants
24. Vive la pluie !
25. Pin-Pon, Pin-Pon !
26. Au revoir Clouclou

### Saison 2 (2006)
1. Tout ce qui brille…
2. L’Île au trésor
3. Dis moi qui tu hantes
4. Abracadabra
5. Orage, ô désespoir
6. Mystère et boule de gomme
7. Devin, devine !
8. Vive le vent d'hiver !
9. Les deux font la paire
10. Les Dents de l'affaire
11. Zoo et Zozos
12. Maître et Élève
13. Qui aime bien…
14. La Main dans le sac
15. Fausses Notes
16. Crois à ton rêve
17. Cadeaux à gogo
18. Médailles et Chocolat
19. Le Grand Voyage de Félix
20. Vagabond le héros
21. Pas un cadeau !
22. Poule mouillée
23. Pirates
24. Chiens et Chats
25. Les Petits Plats dans les grands
26. L'Épreuve

## Sorties vidéo
- 2005 : édition DVD par Citel Vidéo